# Gerhard Ritzberger
Gerhard Ritzberger (* 22. Oktober 1924 in Thening; † 23. April 2021) war ein österreichischer Landwirt und Politiker (ÖVP). Von 1961 bis 1985 war er Abgeordneter zum Oberösterreichischen Landtag.

## Leben
Gerhard Ritzberger besuchte zunächst die Volksschule in Kirchberg, anschließend das Realgymnasium in Linz, an dem er 1942 maturierte. Daraufhin wurde er von der Wehrmacht einberufen; bei Kriegsende war Ritzberger, der zweimal verwundet wurde, Leutnant. Von 1946 bis 1950 studierte er an der Universität für Bodenkultur in Wien, anschließend an der Universität von Oklahoma. Den Studien folgten Praktika in Kanada sowie Südamerika. 1958 übernahm Ritzberger den elterlichen, sogenannten „Minichmayr“-Hof. Ein Jahr später heiratete er seine Frau Therese; das Paar hatte zwei Töchter und einen Sohn.
Neben seiner Tätigkeit als Landwirt nahm Ritzberger auch eine Vielzahl von Aufgaben im genossenschaftlichen Bereich wahr, unter anderem in der Rübenbauerngenossenschaft und der Vieh- und Fleischgesellschaft. Er war Obmann der Raiffeisenkasse Thening und ab 1971 auch Vorstandsmitglied des Raiffeisenverbandes Oberösterreich, ab 1981 als zweiter Genossenschaftsanwaltsvertreter. 1974 wurde Ritzberger Obmann der Raiffeisen-Zentralkasse, in deren Vorstand er seit 1970 Mitglied war. Im selben Jahr wurde er Genossenschaftsvertreter in der Vollversammlung der Landwirtschaftskammer. Zudem war er als Obmann der Bauernkrankenkasse in Oberösterreich maßgeblich am Aufbau der Sozialversicherungsanstalt der Bauern beteiligt.

## Politisches Wirken
Von 1955 bis 1967 war Ritzberger Obmann des Bauernbundes Kirchberg-Thening; 1966 wurde er als Kassier Vorstandsmitglied im Oberösterreichischen Bauernbund und 1973 Bauernbund-Bezirksobmann von Linz-Land. 1961 wurde Ritzberger in den Oberösterreichischen Landtag gewählt, dem er bis 1985 angehörte, zuletzt als Obmann des Finanzausschusses. Daneben war er von 1967 bis 1981 Gemeinderat und Fraktionsführer der ÖVP in Thening.

## Auszeichnungen
- 1974: Goldenes Ehrenzeichen für Verdienste um die Republik Österreich
- 1982: Berufstitel Ökonomierat
- 1987: Goldenes Ehrenzeichen des Landes Oberösterreich
- Ehrenpräsident der Raiffeisenlandesbank Oberösterreich[2]